# Temnothorax melas
Temnothorax melas is een mierensoort uit de onderfamilie van de Myrmicinae. De wetenschappelijke naam van de soort is voor het eerst geldig gepubliceerd in 1984 door Espadaler, Plateaux & Casevitz-Weulersse.